# Колосов, Максим Васильевич
Макси́м Васи́льевич Ко́лосов (11.05.1897 — 28.05.1969) — советский военачальник, участник Гражданской войны, Великой Отечественной войны, генерал-майор танковых войск (1945).

## Биография

### Начальная биография
Максим Колосов родился 11 мая 1897 года (в УПК указано 1892 г.) в деревне Первое Уколово, Щигринского уезда, Курской губернии (ныне Золотухинский район Курская область). Русский.
Окончил 3 класса сельской школы в с. Белоколодец (1907). Член ВКП(б) с 1920 года.
Образование. Окончил 1-ю Советскую объединённую военную школу им. ВЦИК (1923), СТ КУКС «Выстрел» (1927), Ленинградские БТ КУКС (1933), КУВНАС при Военной академии БТВ СА им. И. В. Сталина (1941).

### Служба в армии
В Русской императорской армии с мая 1916 года. В РККА добровольно с июня 1918 года.
С июня 1918 года красноармеец 3-го Московского полка. С декабря 1918 года инструктор по всеубучу Уколовский волостной исполком Щигровского уезда. С марта 1919 года допущен командиром взвода, с июля 1919 г. командир взвода 14-го стрелкового батальона по охране Курска. В ноябре 1919 года батальон переименован в 119-й батальона 14-й стрелковой бригады войск внутренней службы при Губ. Чека Курска.
С мая 1920 года — курсант 22-х Курских пехотных курсов. Курсантом принимал участие в ликвидации банд Антонова в Тамбовской губернии. С августа 1921 года по октябрь 1923 года - курсант 1-й Советской Объединённой военной школы им. ВЦИК.
С октября 1923 года — командир взвода 68-го стрелкового полка 23-й стрелковой дивизии (г. Харьков).
С декабря 1923 года — помощник командира роты 69-го стрелкового полка 23-й стрелковой дивизии (г. Харьков). 
С апреля 1925 года — помощник командира роты 68-го стрелкового полка 23-й стрелковой дивизии. 
С февраля 1926 года — командир и политрук роты 37-го стрелкового полка 23-й стрелковой дивизии.
С октября 1926 по сентябрь 1927 года слушатель  Стрелково-тактических курсов усовершенствования комсостава РККА имени III Коминтерна («Выстрел»).
С сентября 1927 года — командир и политработник роты, с июня 1929 года ответственный секретарь патрбюро 67-го стрелкового полка 23-й стрелковой дивизии. 
С июня 1930 года — инструктор политотдела 23-й стрелковой дивизии. 
С июля 1931 года — помощник командира по политчасти, с мая 1932 года командир и комиссар 3-го отдельного учебного автомобильного батальона (г. Харьков).
С января по октябрь 1933 года — слушатель Ленинградских бронетанковых курсов усовершенствования комсостава РККА.
С октября 1933 года — командир и комиссар 3-й отд. автобатальона. 
С октября 1937 года — начальник АБТС 51-й стрелковой дивизии (Тирасполь). 
С 28 ноября 1939 года — начальник АБТС 35-го стрелкового корпуса.
На ноябрь 1940 года — начальник АБТС 52-й стрелковой дивизии.
С 25 марта 1941 года — командир 69-го танкового полка 35-й танковой дивизии.

### В Великую Отечественную войну
Великую Отечественную войну встретил в должности командира 69-го танкового полка (в/ч 1748) 35-й танковой дивизии 9-го механизированного корпуса под командованием полковника М. Е. Катукова в составе 5-й армии Киевского Особого военного округа под командованием генерал-майора Рокоссовского К.К.
С 1 сентября 1941 по 31 июля 1942 года — командир 15-й танковой бригады.
В начале октября 1941 года командованием Южного фронта была создана «Танковая группа Колосова» (по фамилии командира 15-й танковой бригады). Уже вечером 8 октября его сводное подразделение в составе 33 танков и десятка грузовых машин устремилось на юг, в направлении Тургеневки, Гуляй-Поля, имея задачей нанести удар во фланг неприятельской танковой группе в направлении на Гуляй-Поле - Пологи и отойти в район Павловки (30 км северо-западнее Волновахи). Далее, на полном ходу, освещая себе путь фарами, танки ворвались в Чубаревку (штаб Клейста), открыв огонь из пушек и пулемётов. В течение часа всё было кончено, хотя штаба Клейста тут не оказалось, тем не менее потери немцев оказались серьёзными: на месте боя были найдены около сотни трупов, более десятка подбитых танков. В руки бойцов Колосова попали свыше пятидесяти автомашин с боеприпасами, обмундированием и продовольствием.
С 12 октября 1942 года — командир 187-й танковой бригады. Одновременно ид зам.командующего Северной ГВ ЗКФ. 
С 12 мая 1943 года — ид командующего БТ и МВ 33-й армии. 
С 6 июня 1943 года — командующий БТ и МВ 20-й армии.
4.11.1943 г. утверждён в должности. 
С мая по 16 октября 1944 года — Командующий БТ и МВ 3-го Прибалтийского фронта.

### После войны
Со 2 ноября 1945 года — ид Командующего БТ и МВ Донского ВО.
Приказом МВС СССР № 0658 от 11.09.1946 года уволен в отставку по ст. 43 (по болезни)..
Умер 28 мая 1969 года. Похоронен в Ростове-на-Дону на Еврейском кладбище.

## Награды
- Орден Ленина (21.02.1945)[5];
- Орден Красного Знамени, трижды: (05.11.1941)[6], (03.11.1944)[7] (07.07.1945)[8];
- Орден Кутузова II степени (29.06.1945)[9];1371114166
- Медаль XX лет РККА (1938)[3];
- Медаль «За оборону Кавказа» (01.05.1944)[10];
- Медаль «За победу над Германией в Великой Отечественной войне 1941-1945 гг.», 9 мая 1945 года[11];

- Юбилейная медаль «30 лет Советской Армии и Флота»;
- Юбилейная медаль «40 лет Вооружённых Сил СССР»;
- Юбилейная медаль «50 лет Вооружённых Сил СССР»;

## Воинские звания
- майор (Приказ НКО № 0075 от 1936),
- подполковник (Приказ НКО № 01936 от 21.02.1942
- полковник (Приказ НКО № 03470 от 1939)[12],
- генерал-майор танковых войск (Постановление СНК СССР № 2294 от 27.12.1941)[12]

## Память
- В Ростове-на Дону установлен надгробный памятник.
- Имя воина увековечено в Главном Храме Вооружённых сил России и на мемориале «Дорога памяти»[13].